# Вільгельм Вайсс
Вільгельм Вайсс (нім. Wilhelm Weiß; 31 березня 1892, Штадтштайнах — 24 лютого 1950, Вассербург-ам-Інн) — німецький публіцист і журналіст, обергрупенфюрер СА.

## Біографія
Син баварського податкового чиновника Карла Вайсса. У 1910 році Вільгельм Вайсс закінчив Максиміліанівську гімназію в Мюнхені, але відвідував її тільки протягом останнього року перед випуском.
Юнак обрав кар'єру військового в баварській армії. Учасник Першої світової війни на Західному фронті. У 1915 році його перевели з артилерії в авіаційний загін фортеці Мец. Під час одного з розвідувальних польотів Вайсс був серйозно поранений. У підсумку йому ампутували ліву ногу, але залишили на військовій службі. Незадовго до закінчення війни Вайсс був направлений працювати в баварське військове міністерство.
Ще в 1919 році Вайс був членом баварського регіонального відділення руху «Громадянська оборона». Завдяки цьому в 1921 році він був призначений редактором журналу Heimatland. Це періодичне видання вже тоді відрізнялося симпатіями до ідей націонал-соціалізму.
У 1922 році Вільгельм Вайсс одним з перших вступив в НСДАП. Взяв активну участь в Пивному путчі.
З 1924 по 1926 рік Вайсс працював на посаді головного редактора газети Völkischer Kurier. У 1926 році він став головним редактором щотижневого журналу Arminius. А з січня 1927 року став начальником служби в редакції головного друкованого органу НСДАП — газети Völkischer Beobachter.
У 1930 році Вайсс вступив у СА і став главою пресслужби СА. На додаток до його роботи в Völkischer Beobachter, він також став з 1931 року головним редактором антисемітського журналу Brennessel. У 1932 році одночасно з цим його призначили главою відділу листів центрального видавництва НСДАП.
У 1933 році Вайсс став заступником головного редактора Völkischer Beobachter. У 1938 році він змінив на посту головного редактора Альфреда Розенберга. Паралельно ще з 1933 року Вайсс керував Асоціацією німецької преси Рейху і був депутатом рейхстагу.
Вайс служив в якості члена Народної судової палати, яка розглядала справи про державну зраду і політичних злочинах. У 1936 році він увійшов до керівних органів НСДАП.
Після краху Третього Рейху Вайсс був заарештований як винний у злочинах нацизму. У 1949 році в рамках денацифікації його засудили до трьох років ув'язнення в трудовому таборі, Крім того, підлягало конфіскації 30 % його власності і вводилася заборона на роботу в суді терміном на 10 років. Помер в ув'язненні.

## Звання
- Фанен-юнкер
- Лейтенант (1913)
- Оберлейтенант (1917)
- Гауптман (1920)
- Оберфюрер СА (1930)
- Группенфюрер СА (лютий 1934)
- Обергрупенфюрер СА (1937)

## Нагороди
- Залізний хрест 2-го і 1-го класу
- Орден «За заслуги» (Баварія) 4-го класу з мечами
- Нагрудний знак пілота (Баварія)
- Пам'ятний знак пілота (Пруссія)
- Нагрудний знак «За поранення» в сріблі
- Почесний хрест ветерана війни з мечами
- Почесна пов'язка СА
- Золотий партійний знак НСДАП
- Медаль «У пам'ять 1 жовтня 1938 року»
- Медаль «За вислугу років у НСДАП» в бронзі та сріблі (15 років)
- Почесна плакета члена Імперського сенату культури